# Gare d'Osan
La gare d'Osan (hangeul : 오산 ; hanja : 烏山) est une gare ferroviaire de la ligne ligne Gyeongbu. Elle est située au 59 Yeokgwangjang-ro, dans le quartier Osan-dong de la ville Osan-si, dans la province Gyeonggi-do, au sud-ouest de la ville de Séoul en Corée du Sud.
Ouverte en 1905, elle est desservie par des trains Mugunghwa-ho de Korail. 

## Situation ferroviaire
La gare d'Osan est située sur la ligne Gyeongbu, entre la gare de Suwon et la gare de Seojeongni. Elle est en correspondance avec la station Osan desservie par la ligne 1 du métro de Séoul.

## Histoire
La gare d'origine est mise en service le 1er janvier 1905, sur la nouvelle ligne Gyeongbu,,. Elle est détruite en 1950, lors de la guerre de Corée. Une nouvelle gare est achevée le 12 décembre 1956.
Le service du traitement des colis est suspendu en 2002.

## Service des voyageurs

### Accueil
La gare est située au 59 Yeokgwangjang-ro, dans le quartier Osan-dong. Elle utilise une partie du bâtiment qui abrite également les installations de la station du métro et des magasins et lieux de restauration. L'étage situé au dessus des voies, établies en surface, permet les accès aux quais des trains voyageurs Korail. et les correspondances sont facilitées avec la station du métro en surface (L1).

### Desserte
Gare  d'Osan est desservie par des trains voyageurs qui circulent sur la ligne, notamment Mugunghwa-ho et Nuriro (en), qui utilisent les deux quais centraux 3-4 et 5-6.

Installations correspondances
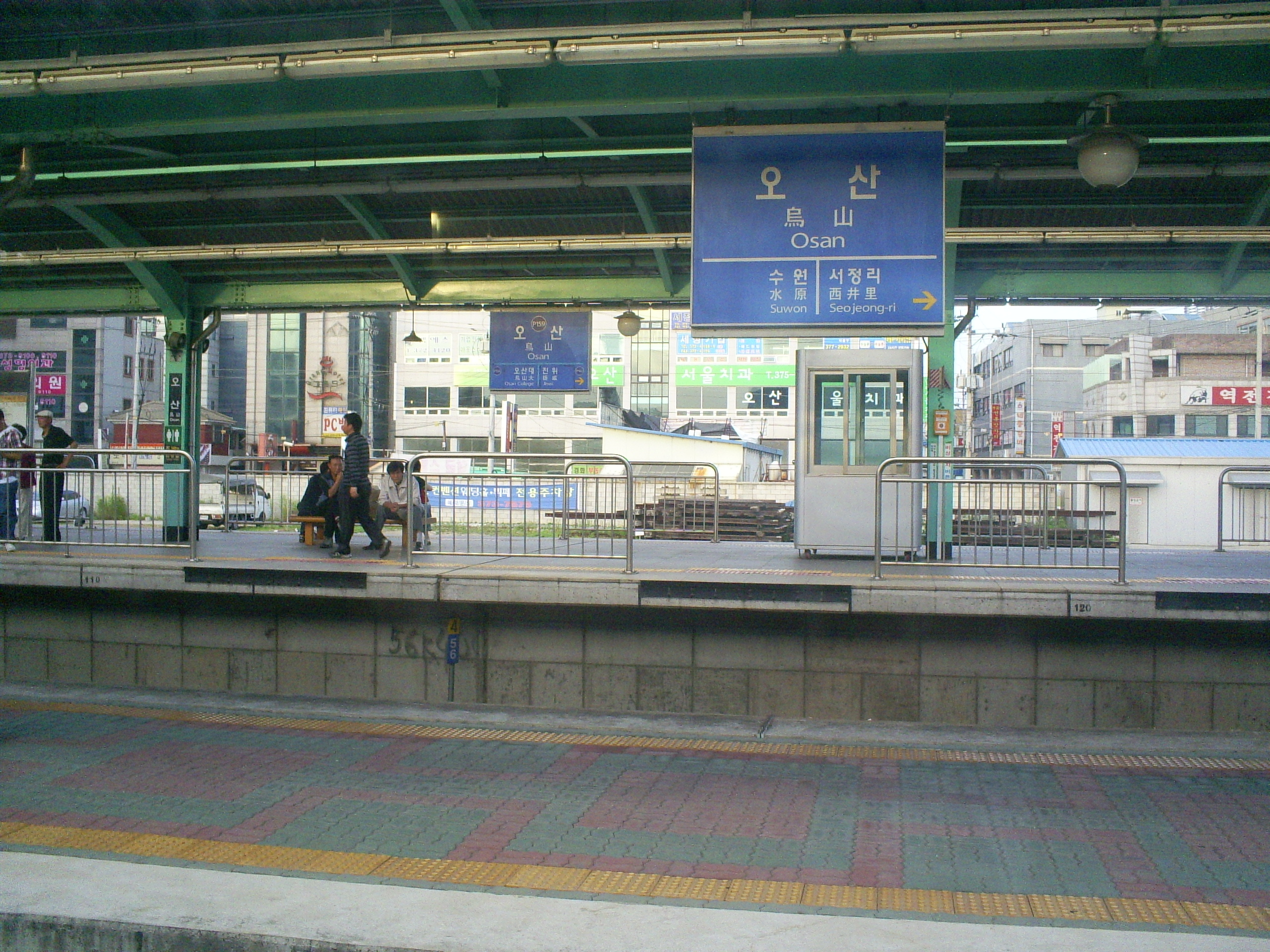
En 2009.
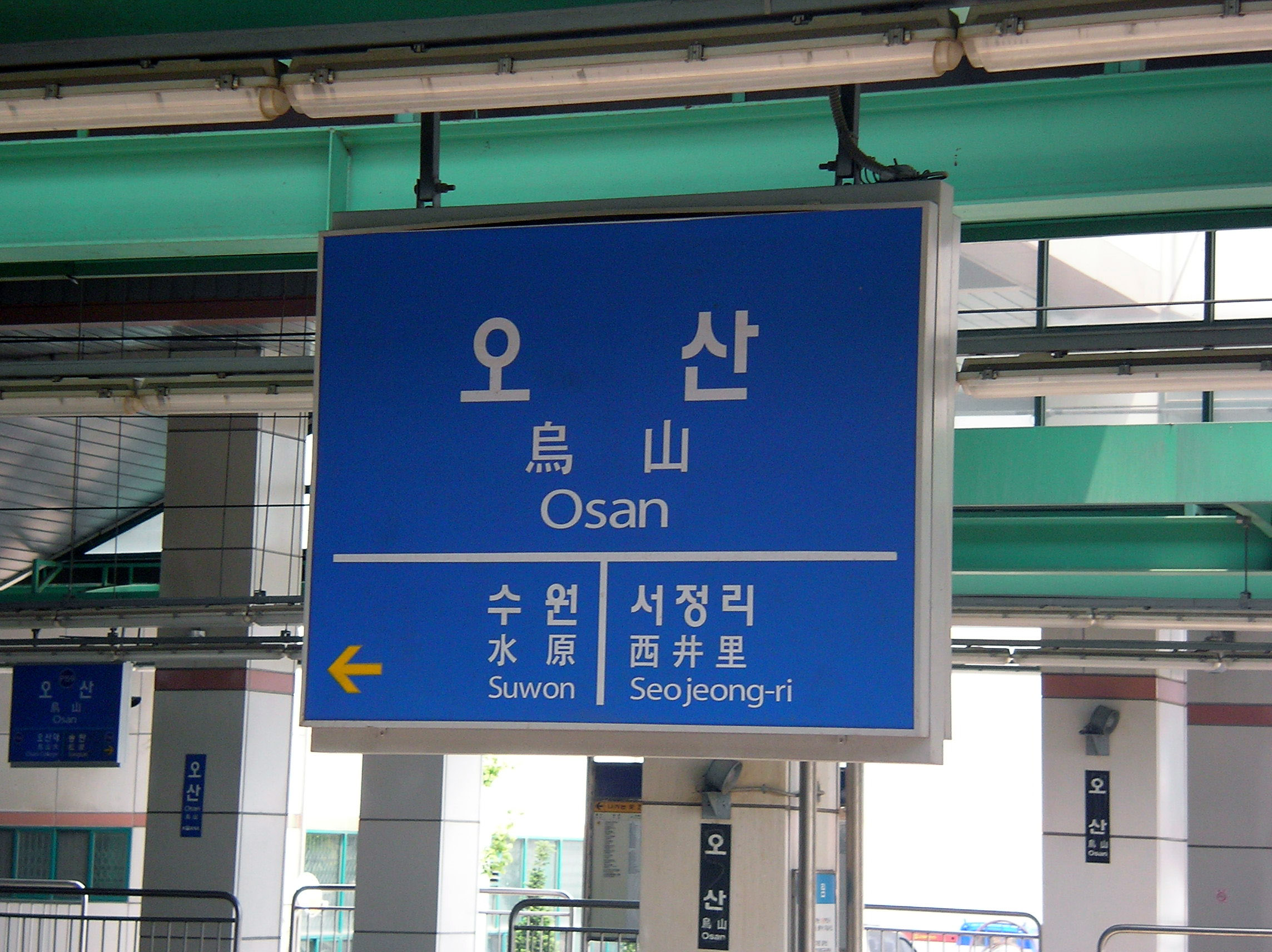
En 2006.

|

### Intermodalité
La gare est en correspondance : avec la station, en surface, de la ligne 1 du métro de Séoul : les quais extérieurs 1-2 et 7-8. Des arrêts de bus sont situés à proximité.